# Thumbsucker
Thumbsucker är en amerikansk långfilm från 2005 i regi av Mike Mills, med Lou Taylor Pucci, Tilda Swinton, Vincent D'Onofrio och Keanu Reeves i rollerna.

## Handling
Justin Conn (Lou Taylor Pucci) är en neurotisk tonåring. Hans föräldrar har sina egna problem, pappa Mike (Vincent D'Onofrio) är mitt uppe i en medelålderskris och mamma Audrey (Tilda Swinton) har förälskad sig i en skådespelare på TV (Benjamin Bratt). Justins problem måste få utlopp någonstans och han suger därför på tummen.

## Rollista
| Lou Taylor Pucci  | – Justin Cobb     |
| Tilda Swinton     | – Audrey Cobb     |
| Vincent D'Onofrio | – Mike Cobb       |
| Keanu Reeves      | – Dr. Perry Lyman |
| Kelli Garner      | – Rebecca         |
| Benjamin Bratt    | – Matt Schramm    |
| Vince Vaughn      | – Mr. Geary       |
| Chase Offerle     | – Joel Cobb       |
| Kit Koenig        | – Rektor          |

## Utmärkelser
- Filmfestivalen i Berlin
  - Vann: Silverbjörnen för bästa skådespelare: Lou Taylor Pucci
  - Nominerad: Guldbjörnen: Mike Mills
- Stockholms filmfestival
  - Vann: Bästa manliga skådespelare: Vincent D'Onofrio